# 大众汽车
- 關於名为“大众”的其他意思，請見「大众」。
- 關於译为“福斯”的其他意思，請見「福斯」。

大众汽车（發音：[ˈfɔlksˌvaːɡn̩] ⓘ，縮寫），是一家總部位於德国沃尔夫斯堡的汽车制造公司，為福斯集團的核心企业及原始品牌，也是该集团最畅销品牌及全球第一大汽车制造商。在德語中，Volks為人民之意，Wagen為汽車之意，因此，其全名之意即是「人民汽車」。中國大陸意譯為大众汽车、臺灣則音譯為福斯汽車、香港和澳門部分音譯為福士汽車、新马音譯為福士伟根。

## 歷史

福斯汽車各時期標誌

|                                                                        |            |
| 1930年代的标志（首字母VW加上代表工人的齿轮和代表纳粹黨卐字符號的飛翼） | 1995年使用 |

### 1932年–1938年 福斯汽車项目
1936年，在德國政府官方工会德意志劳工阵线的支持下，福斯汽车成立。1937年3月28日，「Gesellschaft zur Vorbereitung des Deutschen Volkswagens mbH」公司宣告成立，隨後於1938年9月16日更名為「Volkswagenwerk GmbH」。1938年早些時候，在今天的沃尔夫斯堡，福斯汽車公司開始建廠，用以生產由費迪南·保時捷設計的新款廉價車型：甲壳虫。
雖然福斯汽車公司的起源於1930年代，但由汽車設計師費迪南·保時捷設計的甲壳虫（Beetle）則可以追溯至更早。当时汽车为奢侈品，德國民众主要的交通工具是摩托车和單車，而德國總理阿道夫·希特勒希望每一個人都買得起像這樣的一台車。不過其大部分的設計改良自漢斯·雷德溫卡（Hans Ledwinka）所生產的塔特拉（Tatra）車型。
雖然希特勒對於汽車有強烈的熱情，但是卻不甚了解相關的技術細節（同時他也不會開車），於是他命令保時捷修改原本的設計，使其能提升燃油效益至讓工人階級都能負擔得起、增加穩定性、使用方式也必須更簡單，並且維修成本與零件價格必須要低。這項計畫的動機是讓德國人藉由儲蓄就可購買車輛（當時的口號是，意為「如果你想買台車，那就每星期存5馬克吧。」），估計最後約會有33萬6千人進行儲蓄計畫。在第二次世界大戰後，福斯汽車公司因為其對儲蓄計畫的幫助而獲得表揚，而有類似儲蓄計畫系統「coupon」的美國福特公司（Ford）則沒有成功。福斯汽車公司最早的成品在斯圖加特製造，車型名為「力量来自欢乐」（德語：Kraft durch Freude，二戰德国官方休闲组织名），在1938年登場。這台車已經有獨特的圓滑造型、空調系統、水平對臥四汽缸（等於夾角180度的V 型引擎，此設計可減少震動）、後承載式引擎等與塔特拉（Tatra）相近的特色。福斯汽車公司的汽車只是眾多KdF計畫的其中一部份。
保時捷的主要設計師厄爾文·柯曼達（Erwin Komenda）研發出了車身的原型，也就是今日廣受人知的福斯汽車公司的金龜車（Beetle）。這是最早進行風洞（wind tunnel）測試的車型之一，與克萊斯勒「Airflow」車型不同，這是一個成功的車款。
為了容納更多工人，大眾汽車在沃尔夫斯堡（又稱「沃爾夫斯堡」，Wolfsburg）建造了新工廠，但是僅在戰爭開始時的1939年製造手工車輛。最後沒有一台車真的被送到存到錢的車主手中，除了其中一台「Type 1 Cabriolet」於1938年被當成希特勒50歲的生日禮物送出。
由於戰爭策略的關係，車輛的製造被轉移至軍事用途，包括「Type 81 Kübelwagen」車款（戰時大眾汽車公司的最普遍的車型）和兩棲車輛「Schwimmwagen」。

### 1945年–1949年 英國政府託管

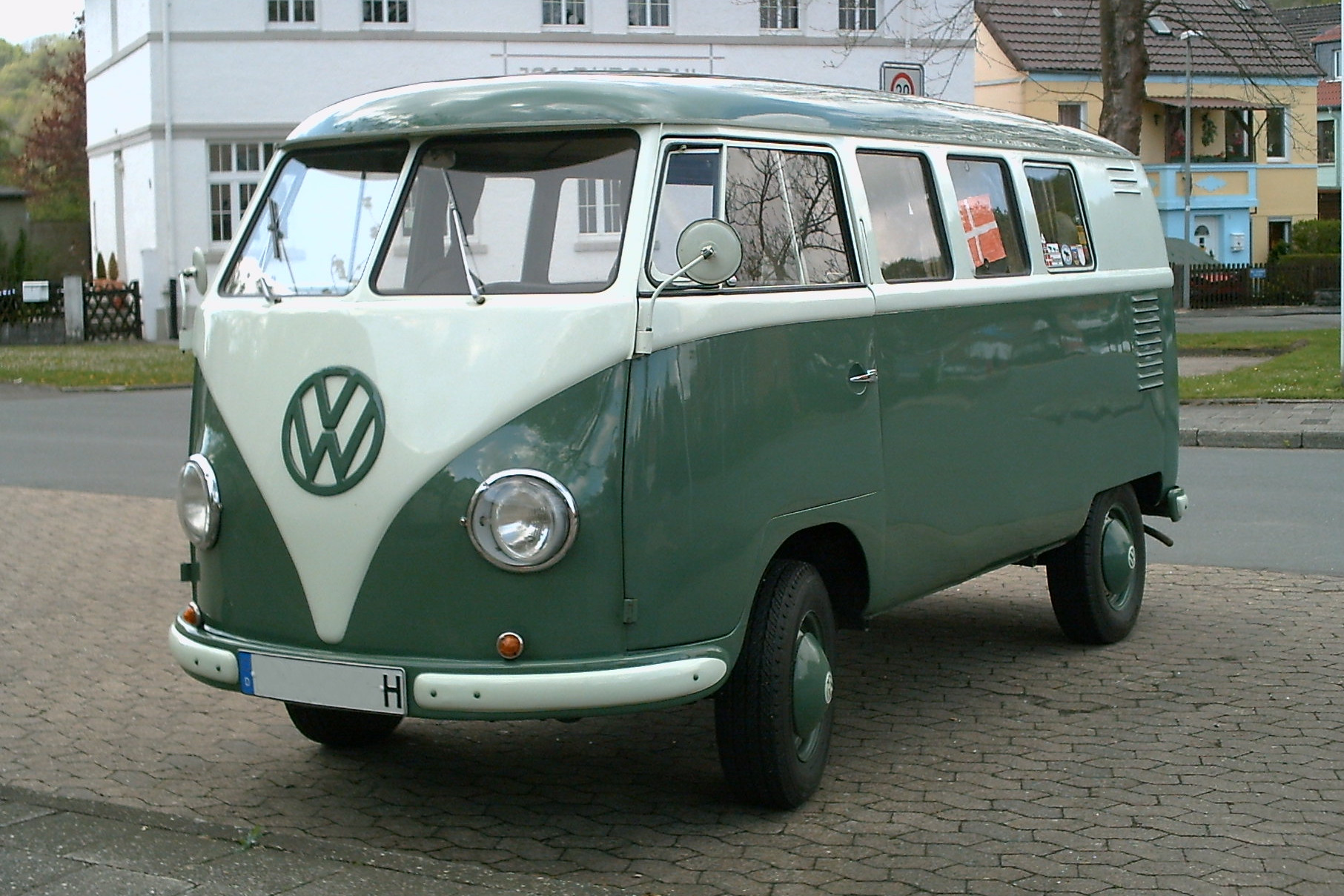
福斯2型

二戰後一位英國少校Ivan Hirst被指派去重整大眾汽車讓其重新運作，而他也成功讓福斯汽車恢復大量生產。大众汽車公司的第一代金龜車在沒有大量改變外型與機械的情況下連續生產數十年，2003年停產時共生產約2153萬輛，成為世界紀錄上第三暢銷的汽車。

### 1950年–1972年 銷售全球 快速擴張
第一家海外銷售分公司「VW Canada Ltd.」（大众加拿大有限公司）於1952年成立。1955-57年，大众汽車進入大中華市場，其中1957年首批汽車於香港發售。

### 1973年–1980年 新車型 新世代

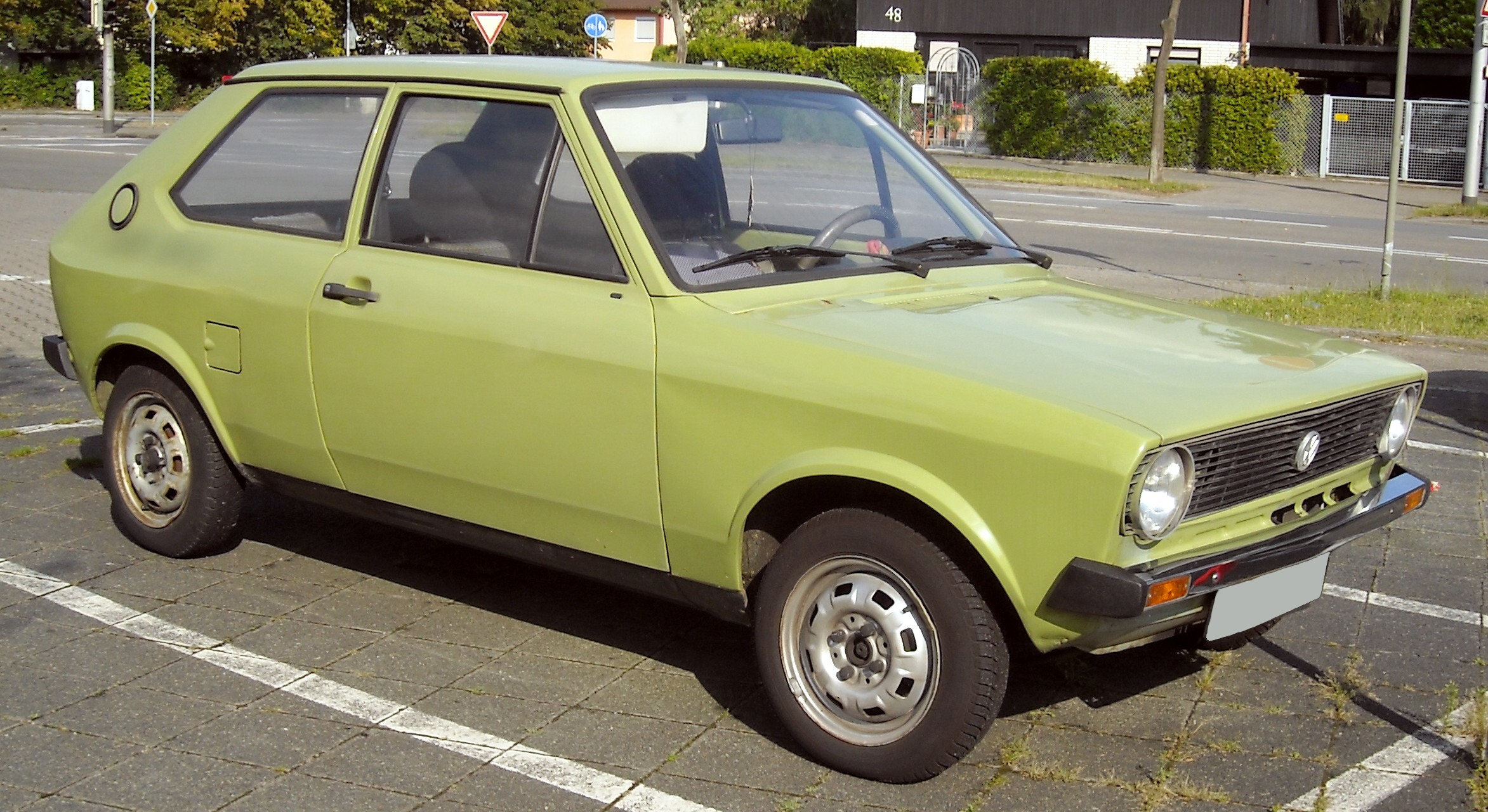
第一代波罗

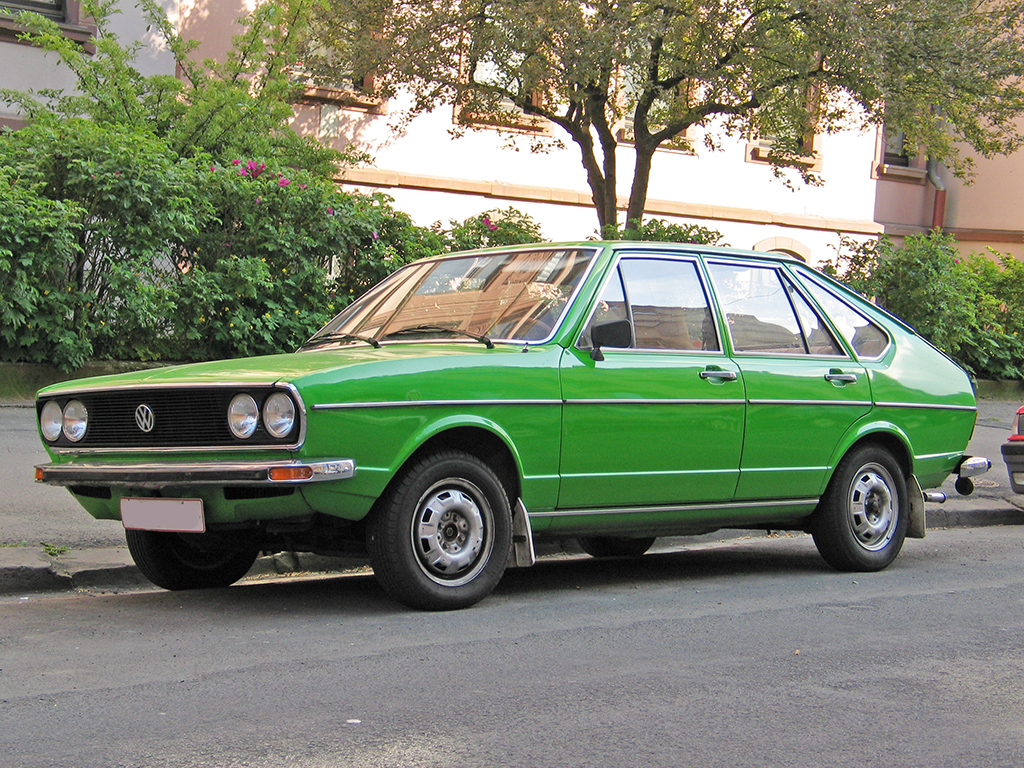
第一代帕萨特

於1973年推出Passat車型，接著於1974年推出的Golf車型，成功接替Beetle成為福斯汽車公司品牌中最暢銷的車型。

### 1981年–1991年 新市場 新品牌
1983年4月11日，中國首部桑塔納於上海嘉定区安亭镇成功組裝下線，並於1985年正式成立上海大众合資公司，大众汽車正式進入中國市場。

### 1991年–2014年 全球化 多品牌
福斯汽車在20世紀的車型風格通常較為儉樸保守，車身與機械強調耐用、安全、高速穩定性，1990年代福斯汽車也發展少見的W型引擎，W形12氣缸引擎將小夾角V6引擎的活塞交錯排列，引擎剖面看似如W形，有V型引擎的動力和低震動但體積又明顯縮小。此外福斯汽車研發的VR6引擎和VR5引擎，將直列六缸引擎和直列五缸引擎的汽缸向兩旁以小角度交錯傾斜，形成類似V型引擎的構造，卻又如直列引擎可共用一個汽缸頭和汽門機構降低價格，其中VR5的V型五汽缸引擎則是福斯汽車所獨創。1988年福斯汽車建立汽車業第一個大量使用全車鋼板鍍鋅的生產線，1990年代後期，原廠提供長達12年的防鏽保證，還有優於同級車的車尾拖曳能力展現優良機械強度，以及可增加車身強度的焊接專利技術，集團旗下的基本車款如1999年的Skoda Fabia也採用新式電子液壓輔助（Electro-hydraulic）方向盤的高等配備，由CAN-bus連結到引擎電腦來決定輔助力量，並有省油的優點；通用汽車的工程師也發現如福斯汽車的Jetta有較同級車優良的避震性是因為採用較同級車昂貴的底盤懸吊系統零組件（Car and driver, US edition, July 2004）。

福斯汽車的Golf 是繼金龜車之後福斯汽車的主力車種，通常也是歐洲最暢銷的汽車，雖然該車能以一輪騰空用三輪快速開過彎道，但為了回應福特Focus新式底盤操控普受好評的競爭，2003年新款新Golf已改用四輪獨立懸吊系統增強穩定性。Type 2則是廣受好評的多用途小巴士，可算是今日MPV（Multi-Purpose Vehicle 多功能車）或Minivan（轎車式小箱型車）的先驅。大眾汽車的Passat則以較大車身與BMW 3系列、賓士C-class、福特Mondeo等競爭經理座車市場。福斯汽車公司的大型轎車Phaeton則與奧迪A8共用許多機械競爭企業主座車市場，推出後被當時的德國總理施若德選為總理座車。

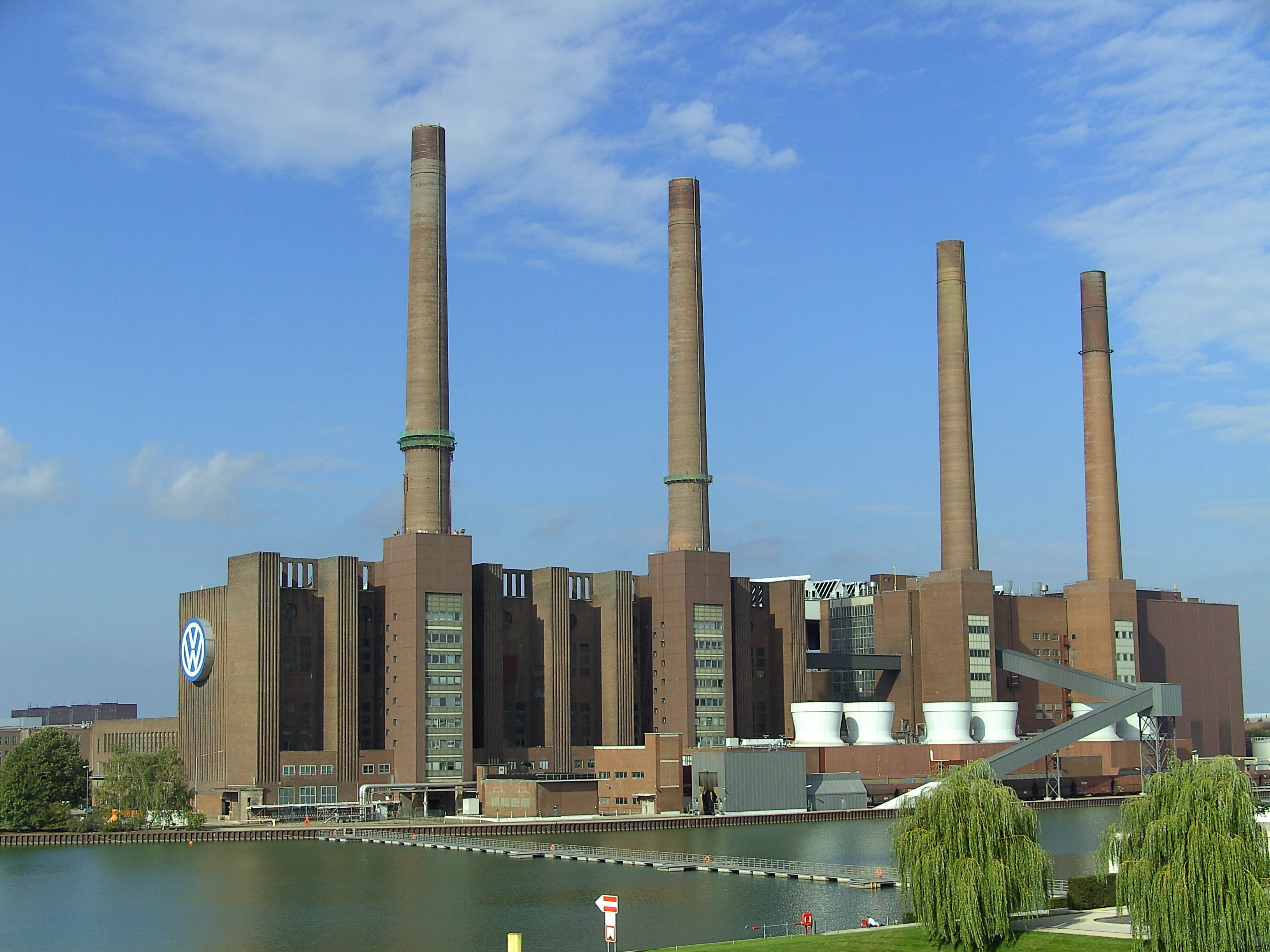
德國狼堡工廠

2009年5月7日，在经过长达4年之久的收购大战之后，保时捷和福斯汽車公司的控股家族达成了初步协议。这两家公司将合二为一，打造出一家拥有10大品牌的欧洲最大汽车制造商。

2009年12月10日根據協議，鈴木株式會社將以2061日元/股的價格出售1.0795億股鈴木股票給大眾汽車集團。這樣，福斯汽車集團將獲得鈴木株式會社19.9%的股份。因需相關當局的批准，預計這筆交易將在2010年1月份完成。屆時，鈴木株式會社將獲得2224.8億日元（約合25億美元）的資金。鈴木也將以最高一千億日圓取得大眾約2.5％股份。

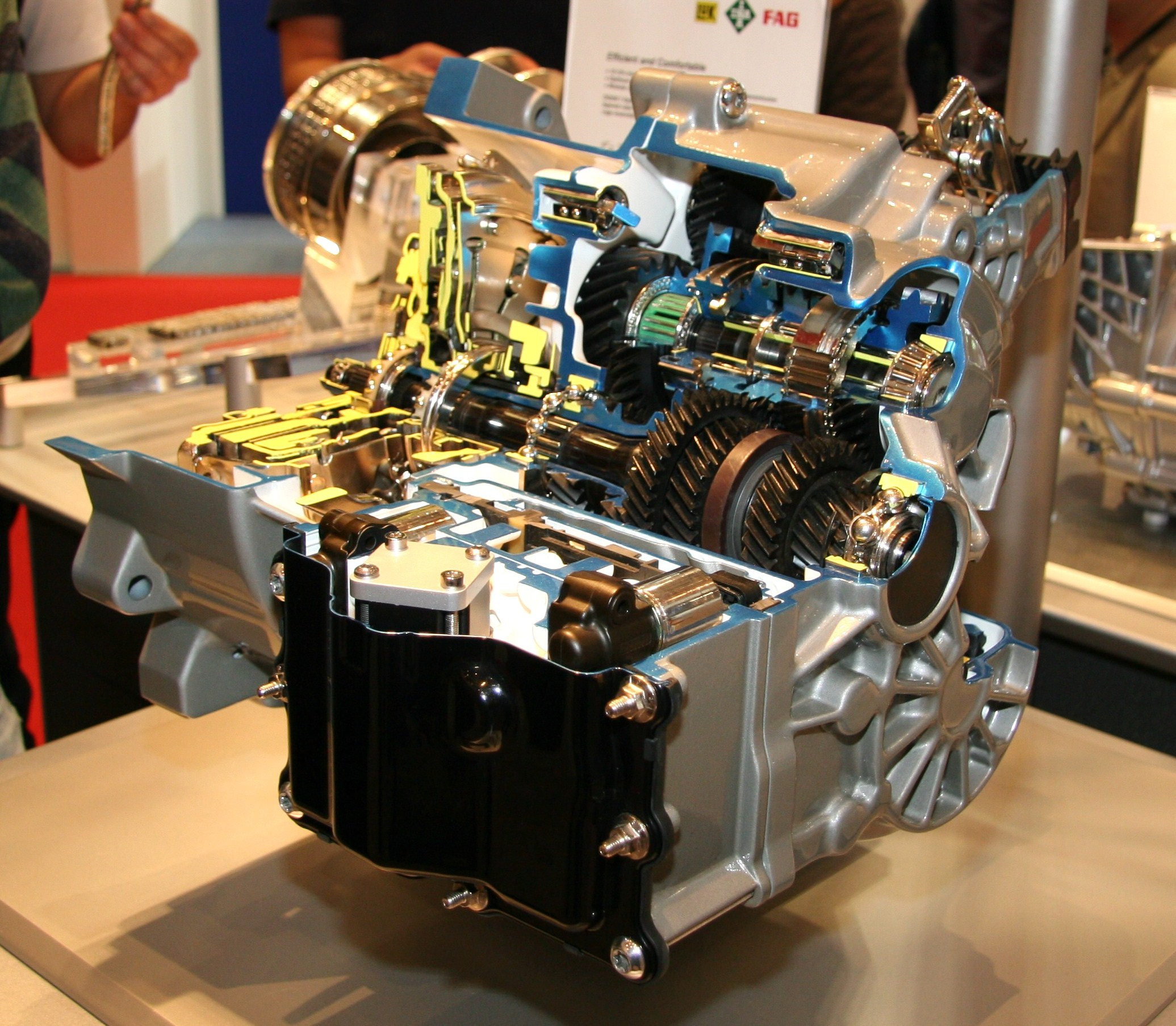
DQ200双离合变速箱

而後2009年底德國福斯集團入股鈴木汽車19.9%的股份並合作結盟，也成為奧迪大眾集團旗下品牌之一，而鈴木並協助大眾加強在印度和東南亞地區長期銷售不佳的銷售量作改善及取得鈴木汽車自家 TECT Technology 全方位車體安全結構專利技術運用於奧迪福斯集團旗下品牌車款，而奧迪福斯集團也以自身引擎優勢技術協助鈴木開發新世代汽油、柴油渦輪增壓引擎和電動車，而非採用與奧迪福斯集團旗下相同體系的引擎，然而可惜的是兩家汽車集團的企業文化很快就出現了分歧。鈴木汽車認為福斯汽車手中持有不願與其共享的部份技術，並認為這嚴重違反了兩造雙方的合作協議，
因此Suzuki於2011年9月要求取消合作，但福斯方面並不願意出售股票，迫使鈴木汽車於2011年11月向英國倫敦的國際仲裁法院申請仲裁請求取消雙方的合作關係，最後倫敦國際仲裁法院同意兩家汽車製造商的合作關係已於2012年5月結束，並且鈴木汽車要買回福斯汽車手中所持有的鈴木汽車股權，股份的價格總價約4600億日圓(約新台幣1243億元)。
2012年7月5日，福斯已就收購保時捷控股（Porsche Automobil Holding）旗下跑車業務保時捷車廠餘下未持有的股份達成協議，為持續近三年的收購過程劃上句號。大眾汽車將以44.6億歐元（約436億港元）收購尚未持有的50.1%保時捷車廠股份，私有化該家車廠

### 2015年– 全球化 排放醜聞
2016年9月6日福斯汽車斥资2.56億美元入股北美商用車及發動機巨頭納威司達國際公司（Navistar International）16.6%股權。
2019年6月27日福斯汽車以每股27歐元（30.45美元）的價格分拆旗下重型卡車部門Traton SE在法蘭克福證券交易所和斯德哥爾摩證券交易所兩地上市，福斯汽車将出售11.5%股份集資15.5億歐元(18億美元)，Traton SE擁有MAN集團和Scania汽車和大眾卡車業務，並持有擁有納威司達16.6%股權，及持有中國重汽的25%股份，2018年收入为259億歐元，稅前利潤為17億歐元

## 爭議事件

### 協助巴西軍政府迫害異議員工
1964年巴西政變爆發，接管政權的軍政府對巴西全國實施軍事獨裁統治。根據多家德國媒體和路透社的調查報導指出，在巴西軍政府獨裁統治時期，福斯汽車和軍政府合作，讓警察進入工廠捉人，甚至就地刑求。福斯汽車並透過工廠保全監視員工，向當局舉報思想言行有問題的員工為「左翼叛亂份子」。

### 中國製造速腾断轴门

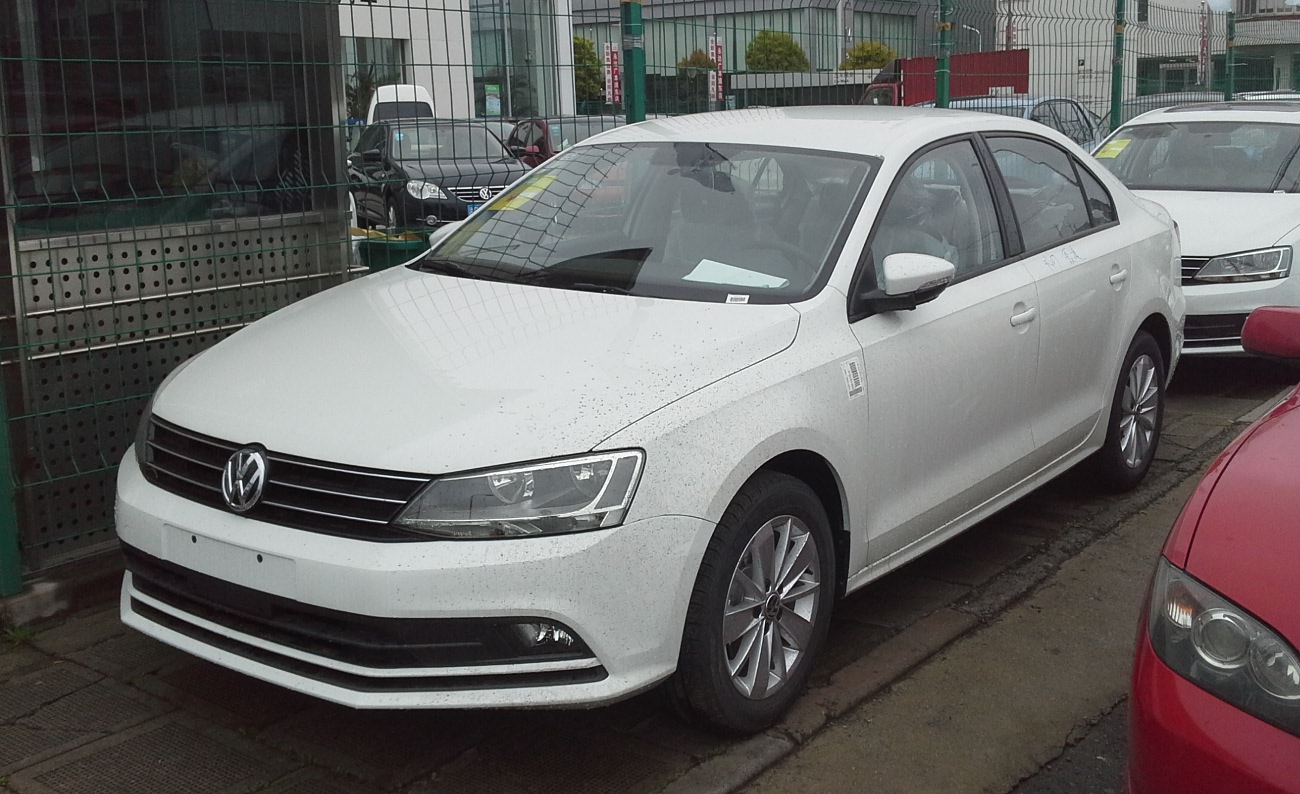
一汽大众生产的速腾

2012年3月，中國一汽大众为了节省成本，自行将速腾（Sagitar）的悬架从2006款开始就已搭载的多连杆式独立悬架缩水为创新耦合杆式悬架，这一技术上的倒退引得媒体和车主一片哗然。但对于许多消费者来说，他们对于汽车的技术与参数并不了解，并且由于大众汽车较早进入中国市场，被广泛用作公务车和出租车，因此很多上了年纪的中老年民众对于大众汽車「德國製造」的印象有种盲目的信赖。
到了2014年上半年，因中國累積了大量速腾悬架断裂的案例，使得车主开始质疑是由于简配后的非独立悬架与PQ35平台并不匹配，导致结构以及材料的刚性存在缺陷。市場上傳言不斷，而直到新出廠車更改回舊設計，才引發車主集體訴訟的意圖。
2014年10月15日，一汽大众和大众汽车（中国）宣布在中国召回2011年5月至2014年5月生产的新速腾汽车，涉及车辆563,605辆，起因缘于这些车存在的后悬架断裂风险。但是召回措施仅为给车辆的后轴纵臂上免费安装金属衬板，这被车主认为“治标不治本”，只是“打补丁”，缺乏诚意。
根據車商說明書內容“如果纵臂发生意外断裂，金属衬板可以保证车辆的行驶稳定性，并会发出持续的警示噪音”。从该表述分析，金属衬板并不能解决后悬架断裂问题，只是種萬一斷裂時能減低車禍機率的裝置。事發後大众表示延长10年质保但坚持速腾断轴不是設計错誤。11月16日，京师律师事务所在北京举行了一场大众速腾集体维权诉讼的新闻发布会，577名車主決定打官司，京师律师事务所已向全国发布大众速腾千人律师团召集令，计划在全国30多个省市设立律师服务机构，免费为速腾车主提供帮助。

### 廢氣排放作弊
美國EPA發佈，大眾已對調查員坦承在482000台柴油車上安裝作弊裝置，偵測到車子受測時會進入特殊模式，誤導相關單位相信該車符合clean air act標準。
福斯汽車採用的是 EGR 廢氣循環系統，藉由在進氣管路中導入已經燃燒過的廢氣以及新鮮空氣混合燃燒，減少氮氧化合物的含量。但是這種方式會降低引擎本身的馬力。
而這個作弊軟體就是讓系統在偵測到測試的時候，將 EGR 廢氣循環系統效能全開，通過測試。但在實際上路時就降低 EGR 廢氣循環系統的效能，使得一氧化氮超標。
揭露大眾汽車的作弊事件，有兩個單位，第一個是非營利組織 ICCT（International Council for Clean Transportation），曾經檢測 Volkswagen Jetta 、VW Passat 兩款車的廢氣排放，發現氮氧化物排放量高於其他測試車種。第二個則是西維吉尼亞大學研究柴油引擎的研究團隊，也做了類似的測試，得到同樣的結果。西維吉尼亞大學的研究團隊由工程師 Daniel Carder 領導，他們在實驗室裡頭以及在馬路上分別進行了大眾柴油車的測試，測試結果發現車子上路的排放量，比在實驗室檢測的高出 15~35 倍。
而這件事情早從2008年出廠的車開始安裝，但是沒有馬上被查出的原因，是因為美國的「數位千禧年著作權法」，保護了該特殊軟體，涉案車的車主甚至連美國政府都無法查軟體內容。
直到美國環保局拿ICCT及西維吉尼亞大學的報告認真質問大眾，甚至威脅不發2016年環保車的上市許可，福斯才承認此事。據《南德意志報》報道，福斯在與美方多次談判後，將不得不回購一部分陷入尾氣門醜聞的車輛。在美國近60萬輛陷入醜聞的車輛中，有大約115000輛僅靠修理仍難達標。大眾將按原價回購這部分車輛，或向受連累客戶提供價格明顯優惠的新車。其餘車輛的修理也比在德國的修理昂貴複雜，因為美國的環保法要求更嚴。 美國聯邦政府司法部向大眾提出民事訴訟，指控其在將近60萬輛汽車安裝作弊軟體以規避廢氣檢測，涉嫌違反《潔淨空氣法》。如果大眾訴訟全部都敗訴，賠償與罰金總額可能超過200億美元，甚至到460億或900億美元，同時還要面臨投資人集體訴訟總額400億歐元賠償。
2016年6月28日，同意為其柴油車排廢造假支付約150億美元，承諾購回或修理涉及排廢造假的車輛，並支付每位車主高達1萬美元，同意支付約147億美元給美國消費者和主管當局，並宣布另一協議，將就美國各州的消費者保護求償，支付6.03億美元和解金。

### 不人道動物實驗
美國「紐約時報」報出福斯、戴姆勒（Daimler）等車廠（BMW已發表聲明並未參與）資助的「歐洲運輸業環境與健康研究組織」（EUGT）將10隻猴子關入廢氣室中，實驗廢氣對猴子的影響。

### 維吾爾人強迫勞動
大众汽車在2012年於烏魯木齊設廠；在2019年起新疆再教育營的問題開始浮上水面時，大众汽車表示不認為他們的員工包括被強迫勞動的維吾爾人，然而德國的自由民主黨議員認為只要是在新疆設廠，必然會直接或間接受益於中國政府的反人權措施。2020年一些獨立的非政府組織調查後點名大众汽車等國際大廠助長中國政府對維吾爾人的壓迫並從中受益，大众的總裁赫伯特·迪斯（Herbert Diess）聲稱對再教育營一事毫不知情；對此，歐洲議會的中國关系代表團成員萊因哈德·比蒂科夫抨擊他只是在逃避議題、不願意表態，並說大众汽車是個「沒有良心的企業」、是「在新疆建立極權主義地獄的共犯」。

## 在售

### 轿车
- 大众波罗（Volkswagen Polo）
- 大众高尔夫（Volkswagen Golf）
- 大众捷达（中国大陆版Jetta为一汽自己研发，全球版Jetta被称为Sagitar，即速腾）
- 大众朗逸（Volkswagen Lavida）
- 大众宝来（Volkswagen Bora）
- 大众凌渡（Volkswagen Lamando）
- 大众帕萨特（Volkswagen Passat）上汽生产，为美国版Passat
- 大众迈腾（Volkswagen Magotan）一汽生产，大众帕萨特姊妹车，为欧洲版Passat
- 大众Arteon（Volkswagen Arteon）

### 休旅車（SUV）
- 大众途鎧（Volkswagen T-Cross）
- 大众探影（Volkswagen  Tacqua）
- 大众探歌（Volkswagen T-Roc）
- 大众途观（Volkswagen Tiguan），中国大陆在售途观为第一代，第二代途观被加长并被称为途观 L
- 大众探岳（Volkswagen Tayyon)
- 大众途岳（Volkswagen Throu)
- 大众途昂（Volkswagen Teramont）
- 大众途锐（Volkswagen Touareg）
- 大众攬境（Volkswagen Talagon）
- 大众攬巡（Volkswagen Tavendor）
- 大众Taigo（Volkswagen Taigo）

### 多功能休旅車（MPV）
- 大众途安（Volkswagen Touran）
- 大众开迪（Volkswagen Caddy）
- 大众威然（Volkswagen Viloran）

### 電動車
- 福斯ID.3
- 大众ID.4
- 福斯ID.5
- 福斯ID.6
- 福斯ID.7
- 福斯ID.Buzz

## 图库

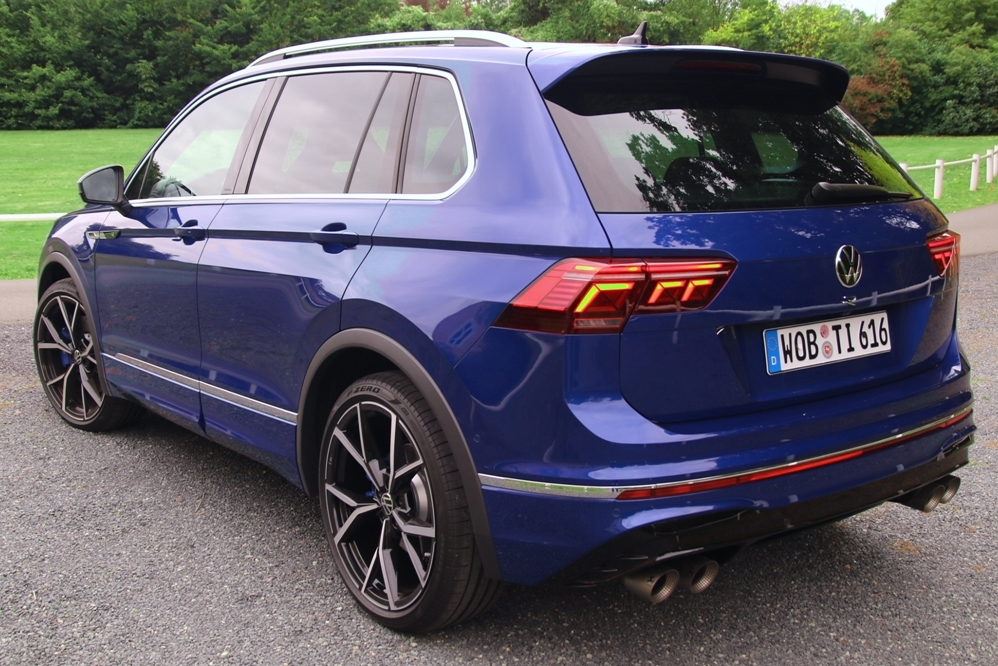
途观 R（2020年式）
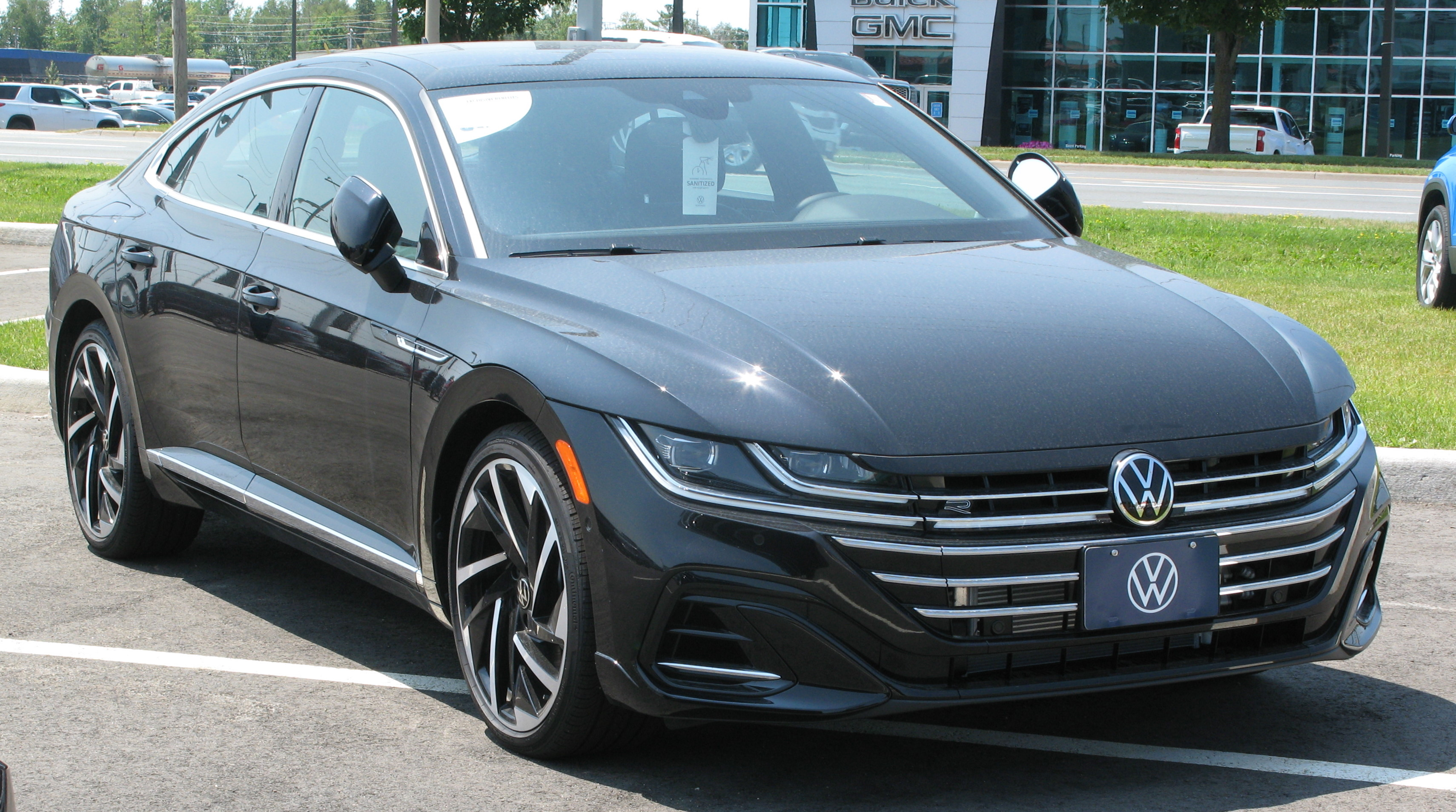
Arteon（2021年式；在中国大陆被称作第二代CC）
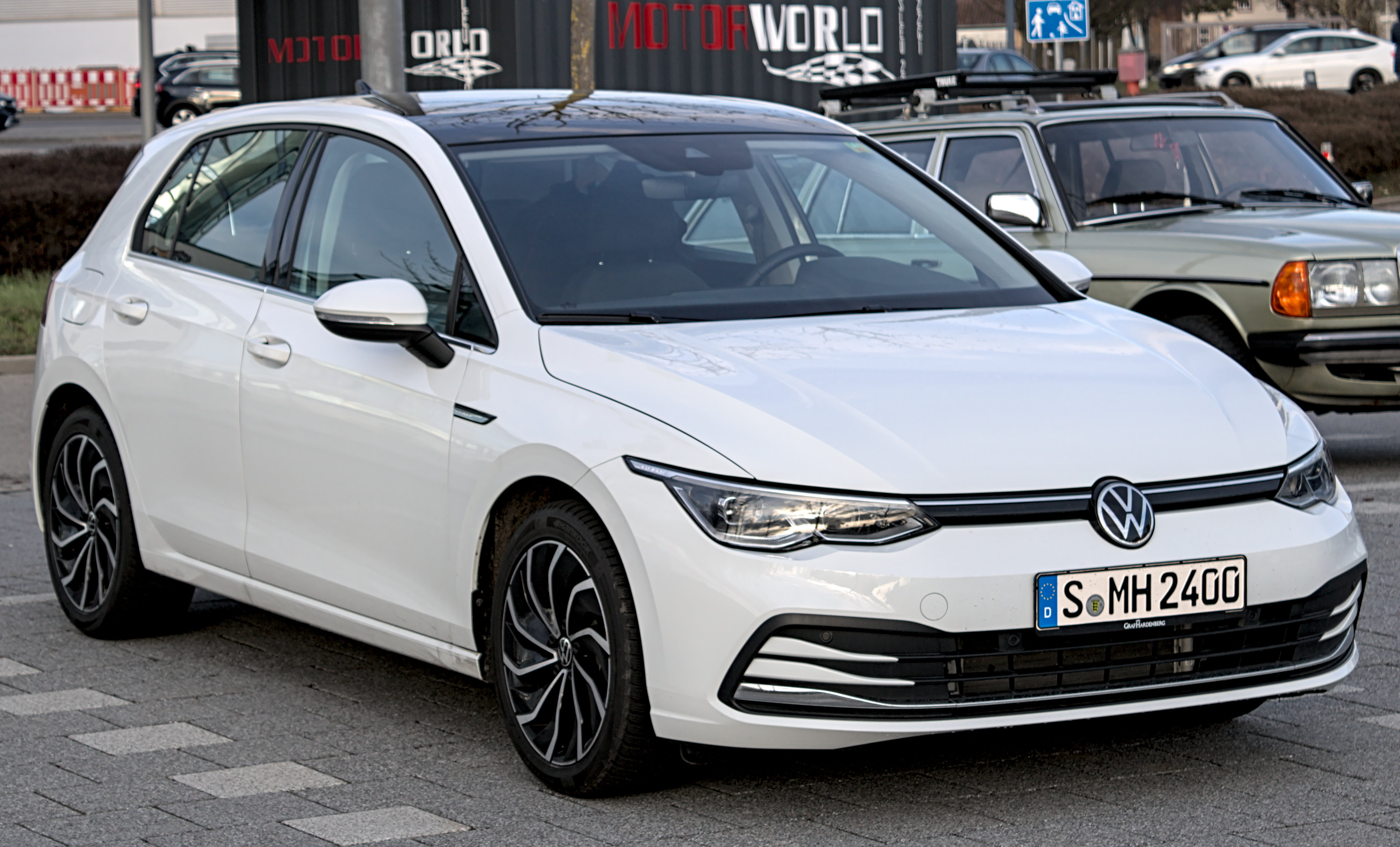
高尔夫（8代）
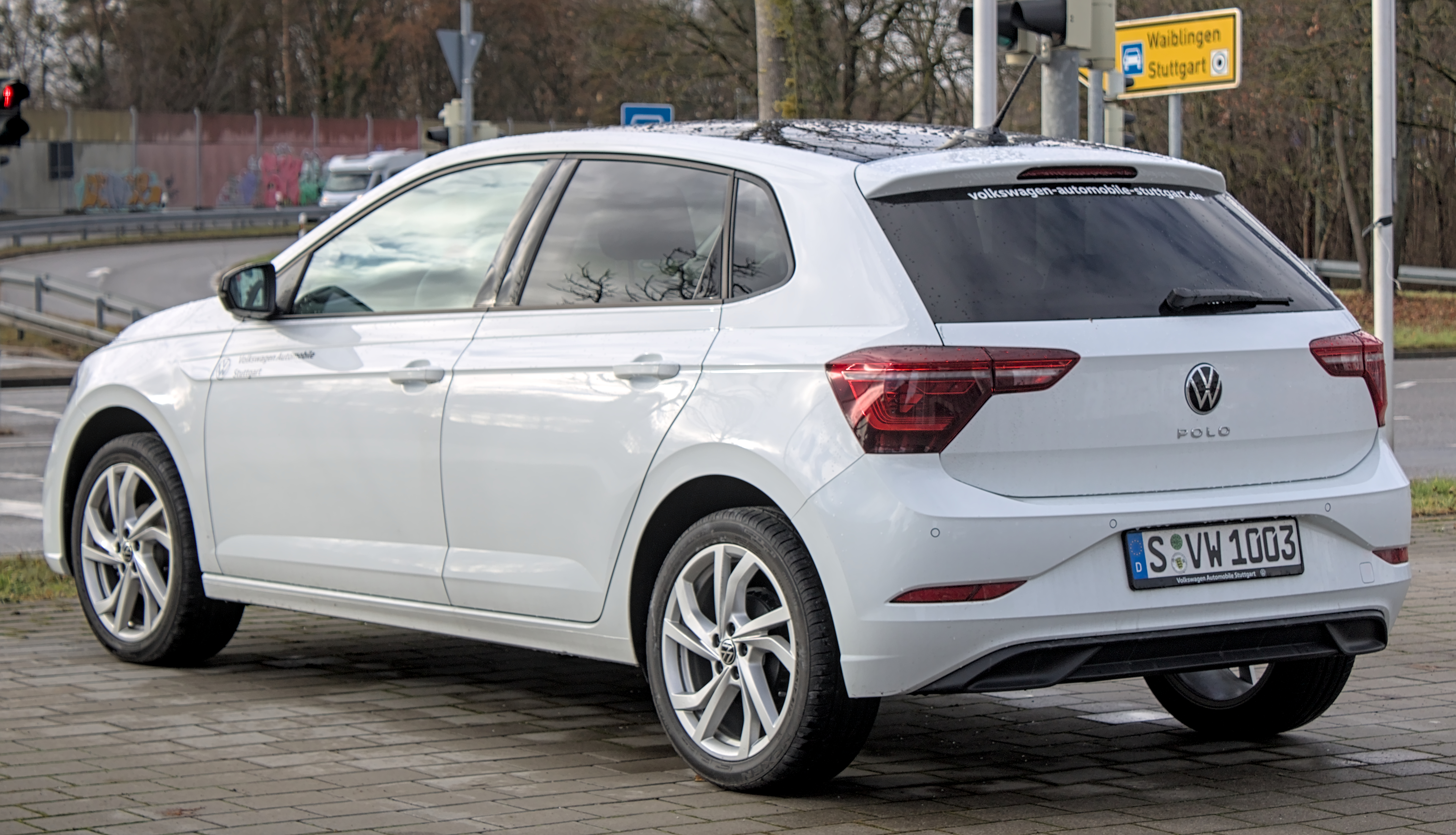
波罗（6代；2021年式）
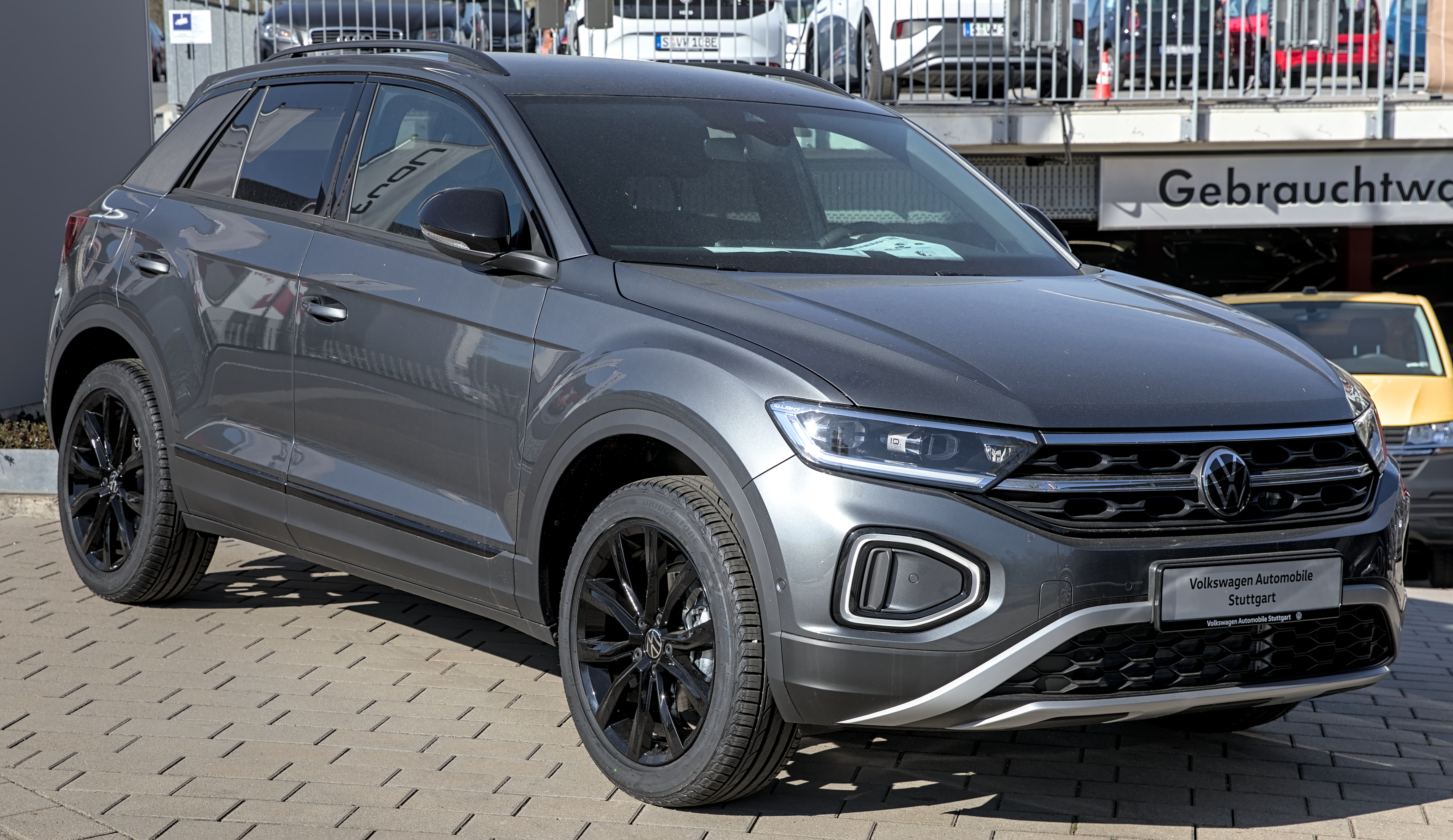
T-Roc
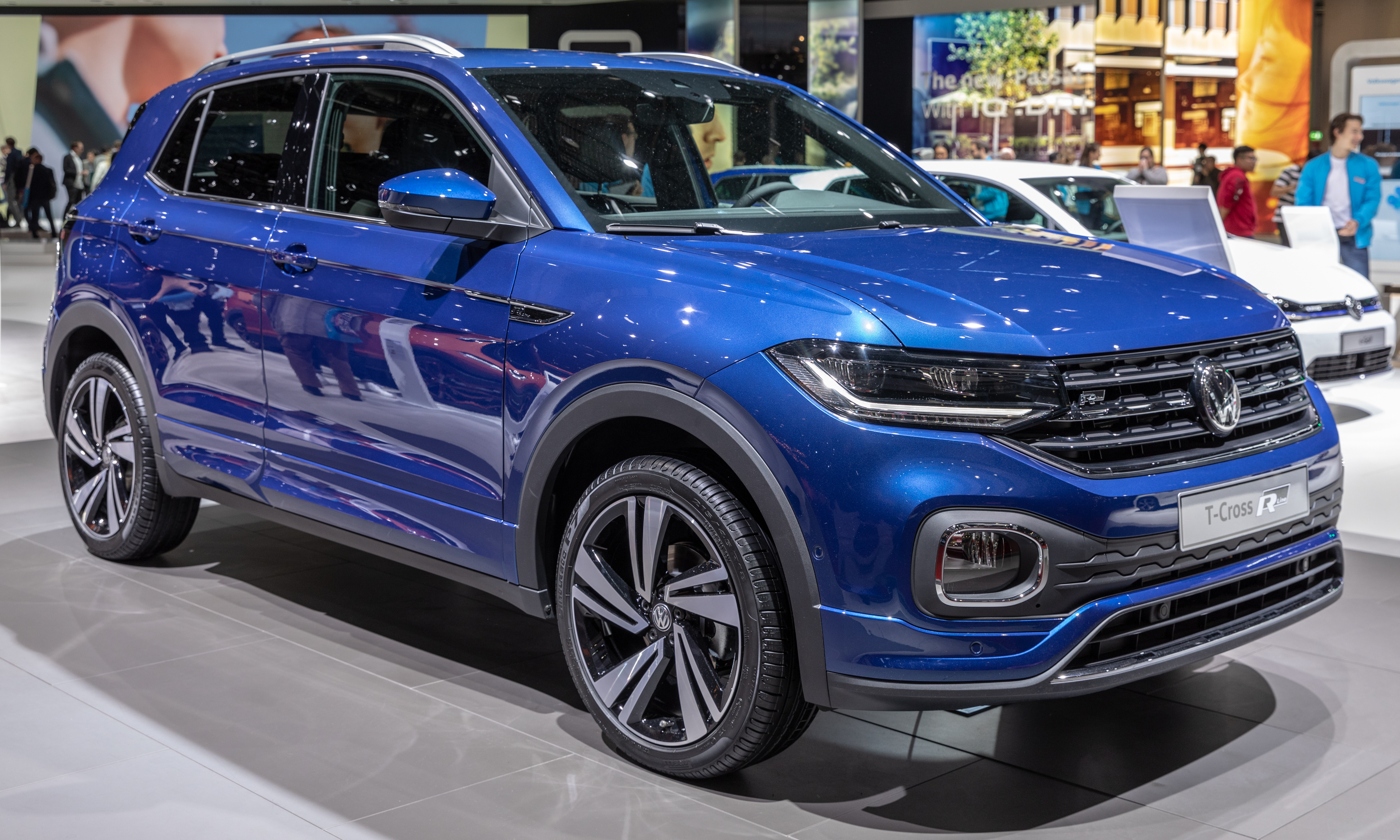
T-Cross
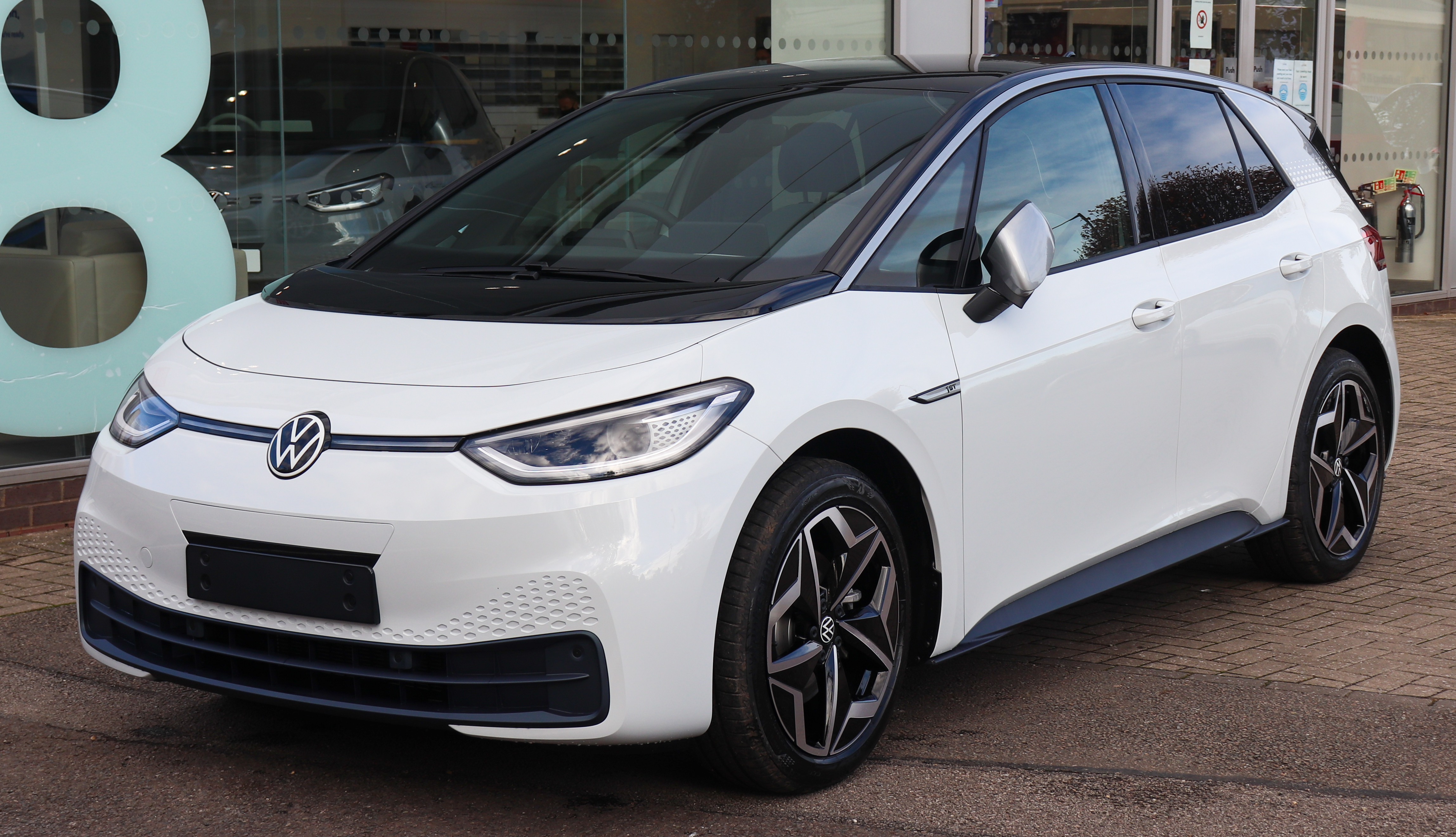
ID.3
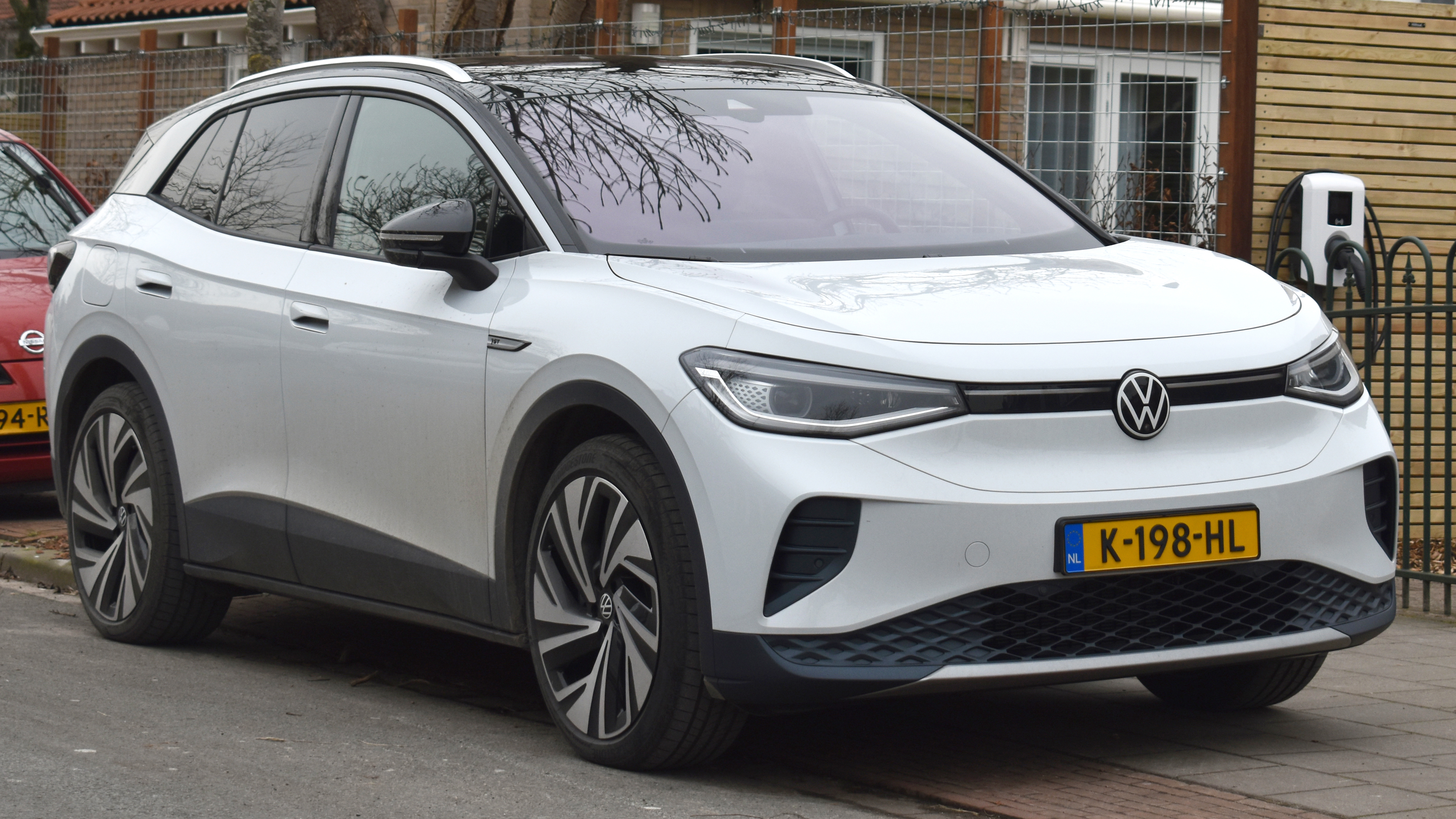
ID.4
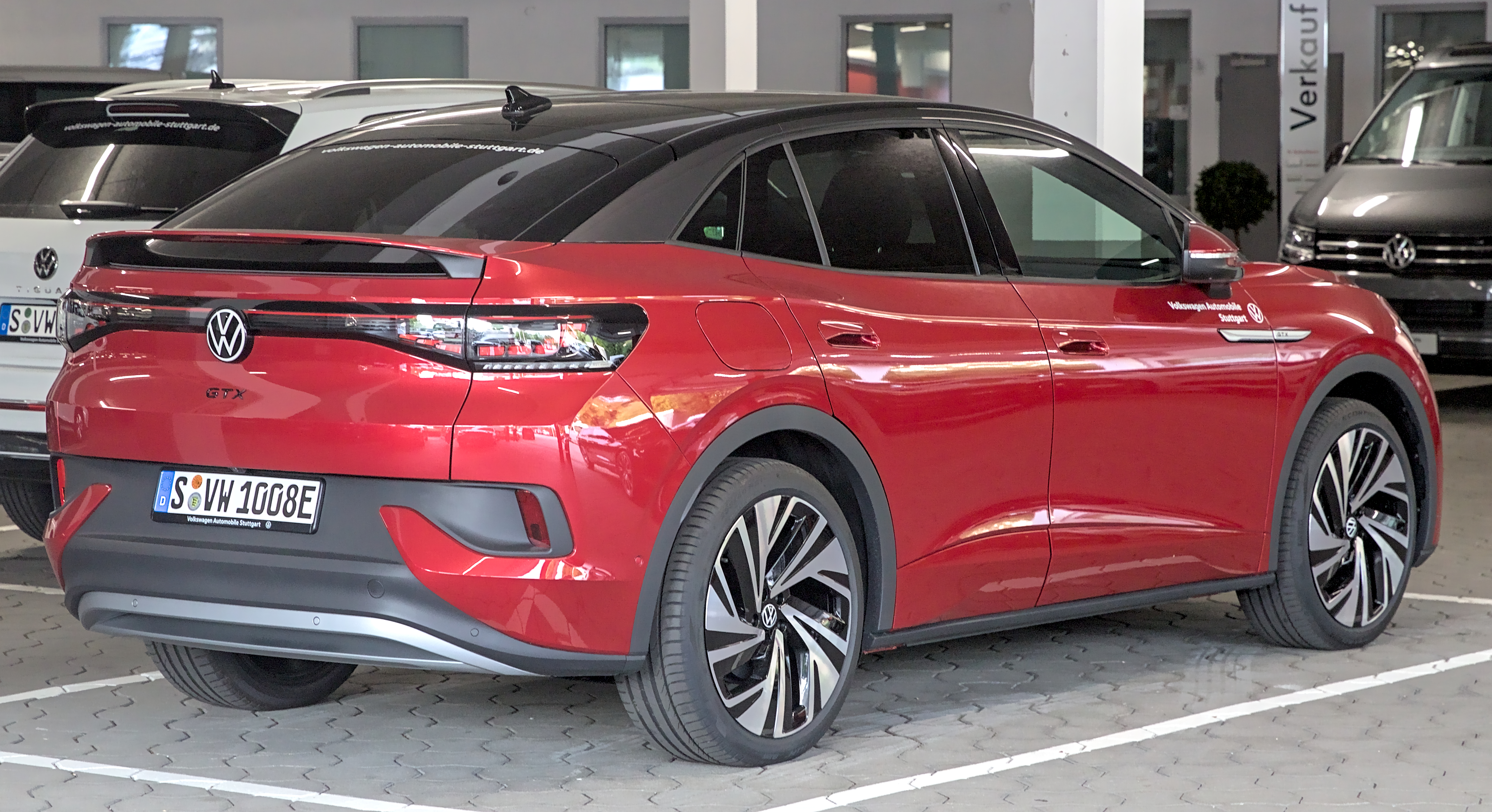
ID.5 GTX
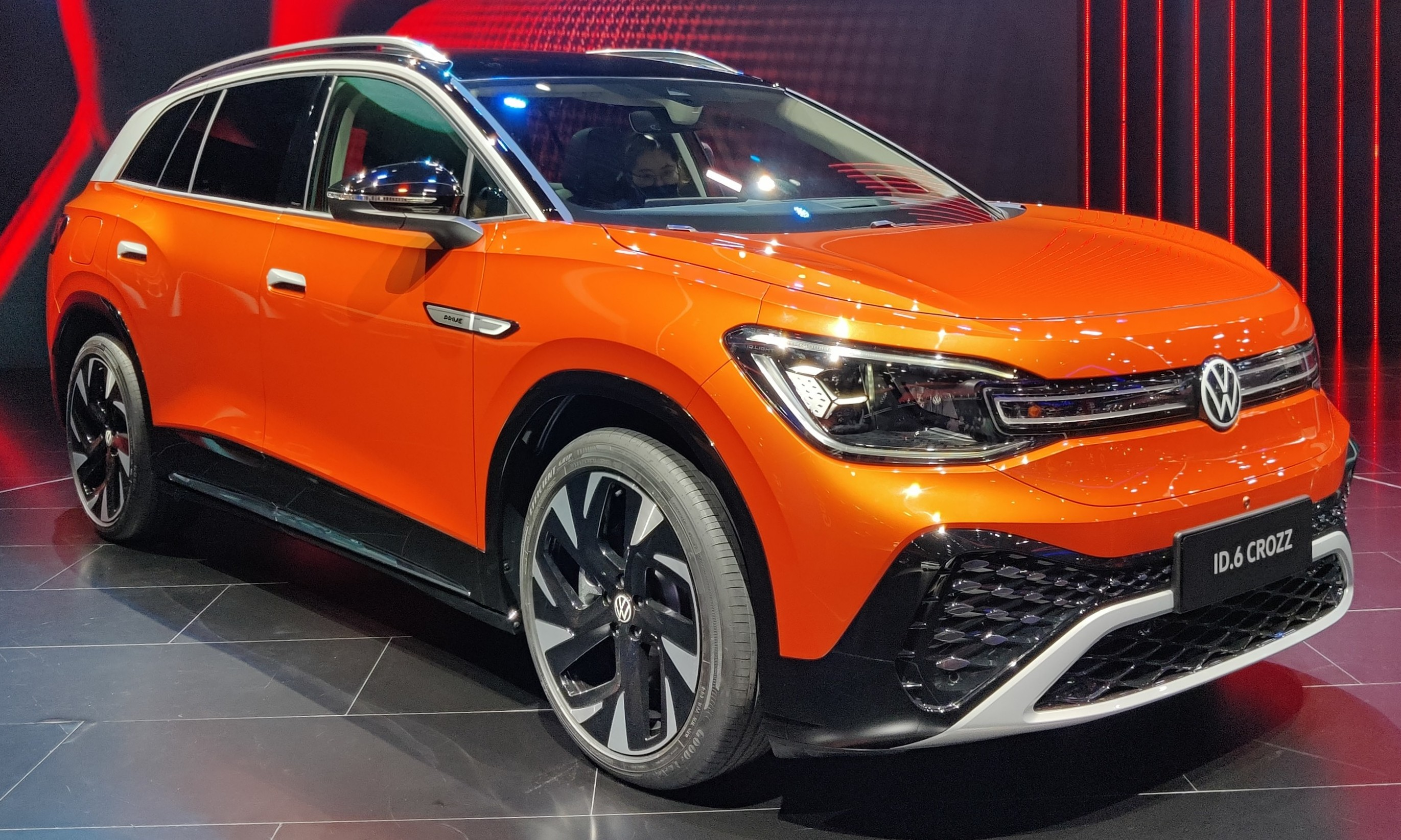
ID.6 Crozz
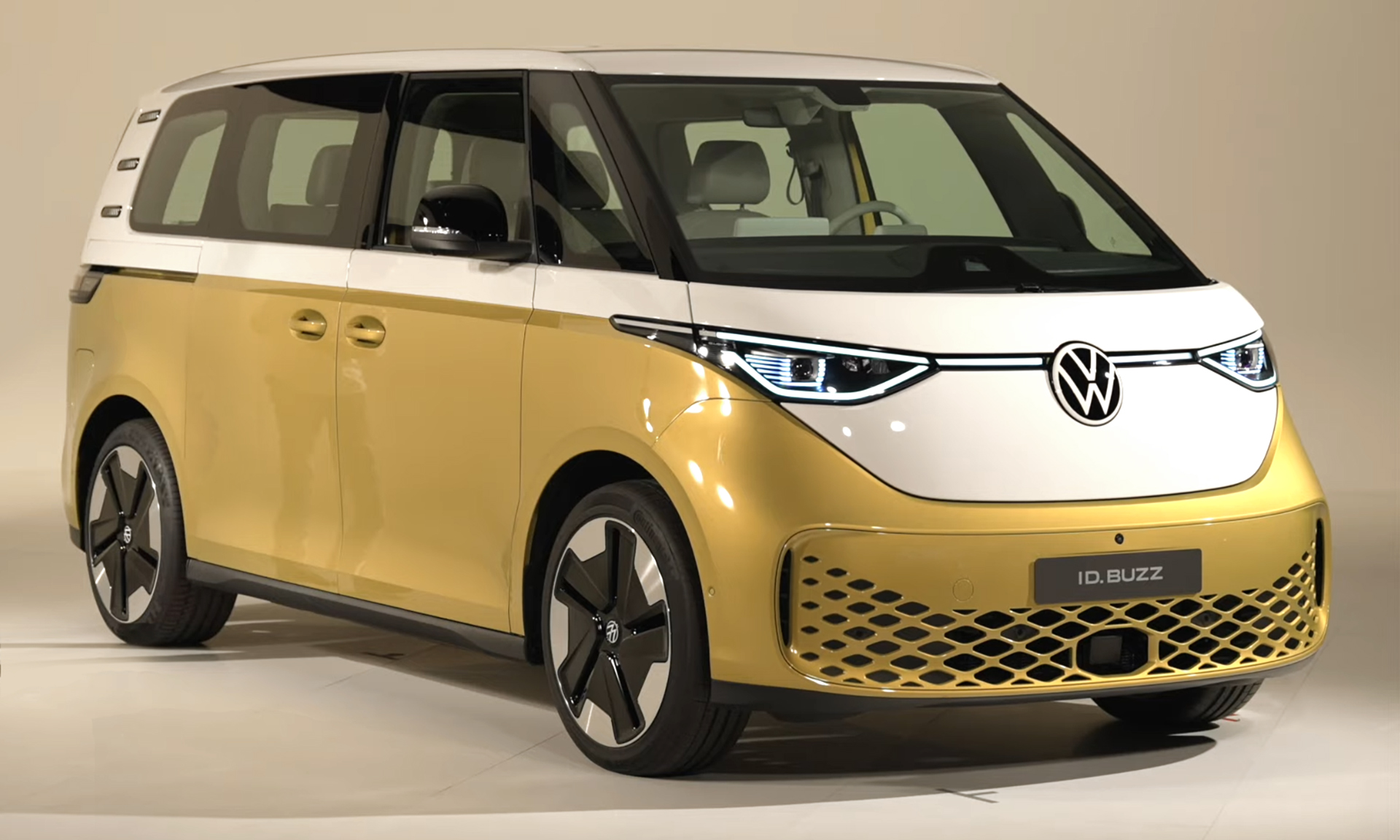
ID.Buzz
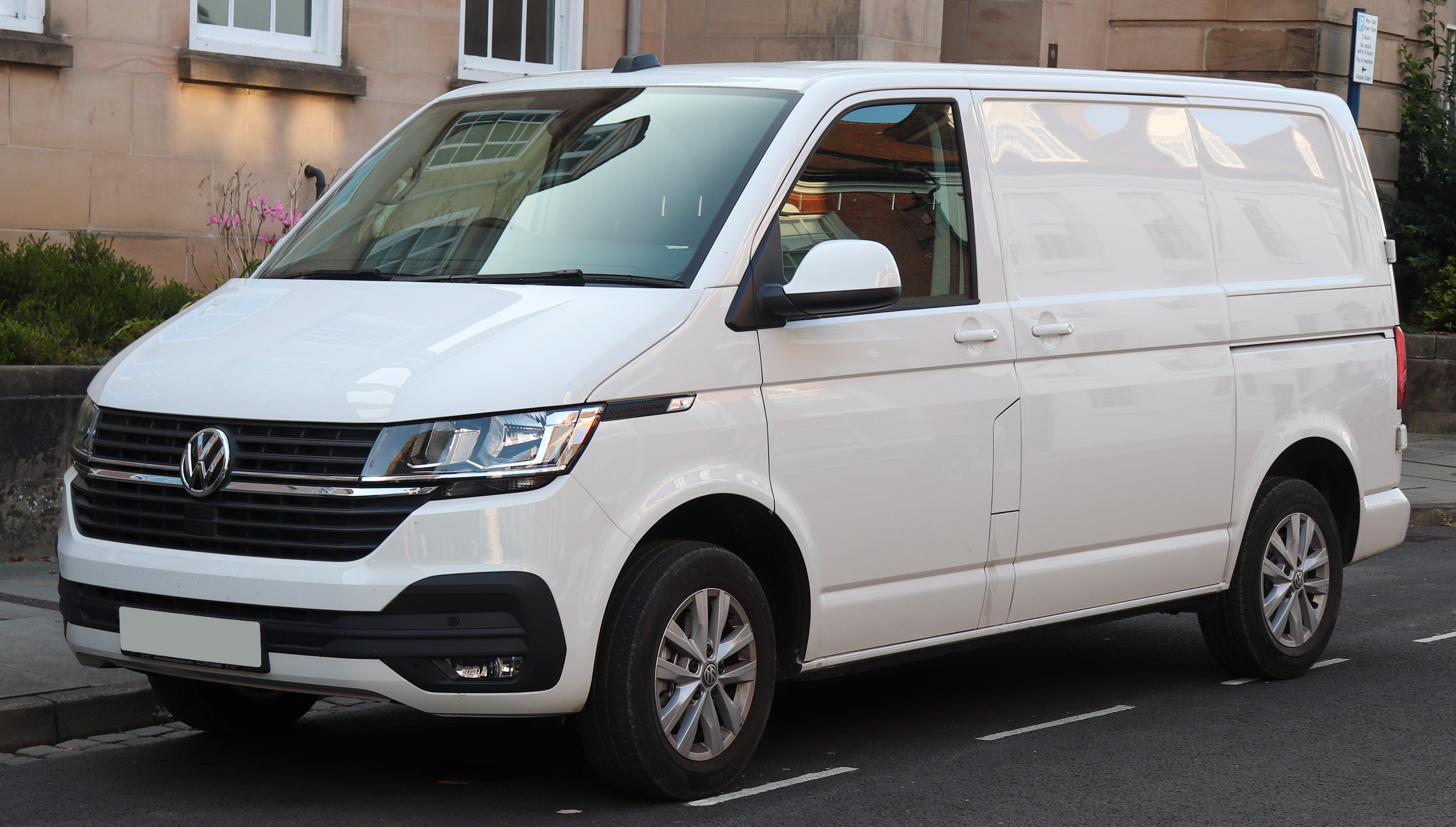
福斯廂型車
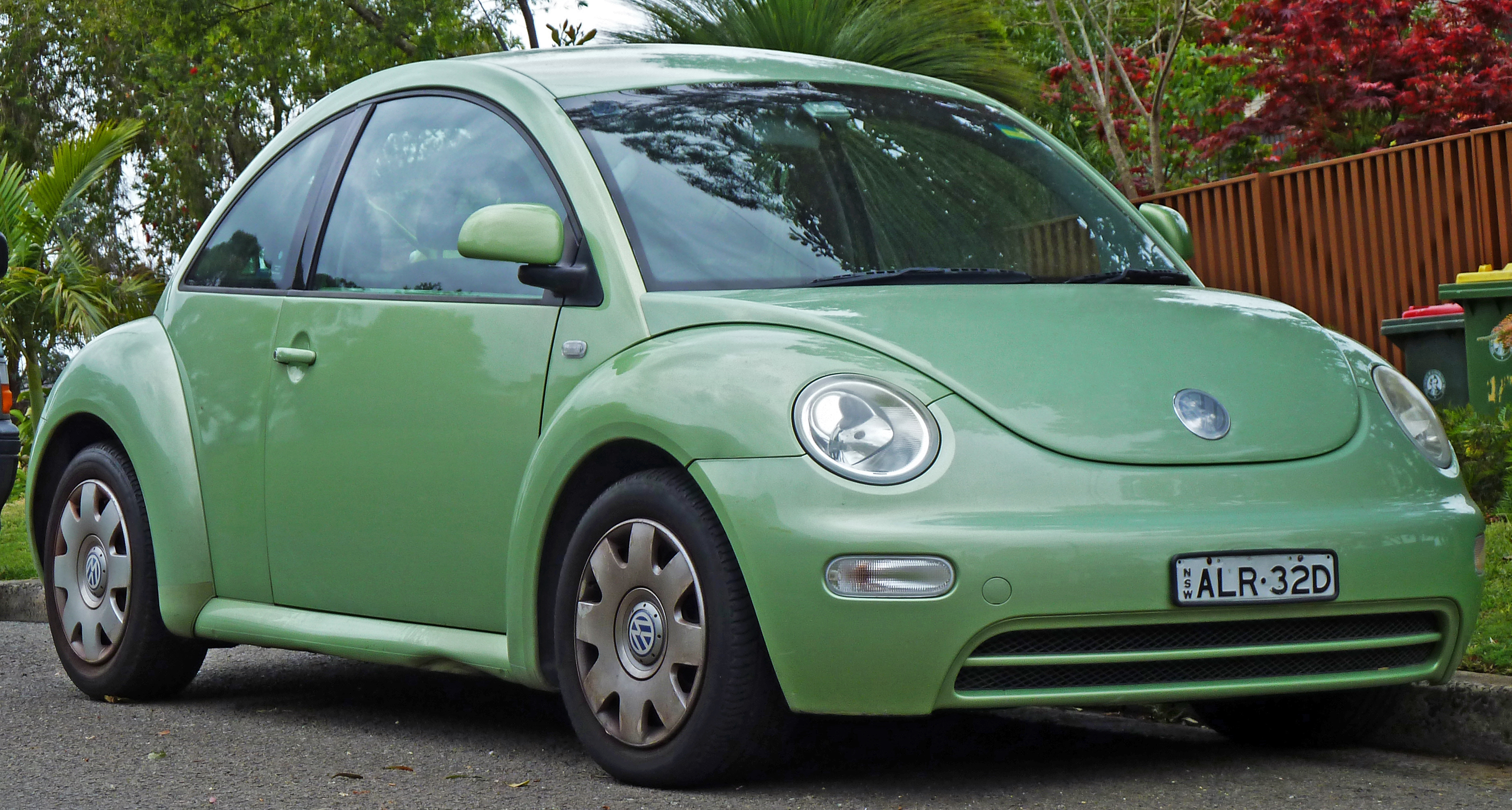
新甲壳虫（2002）
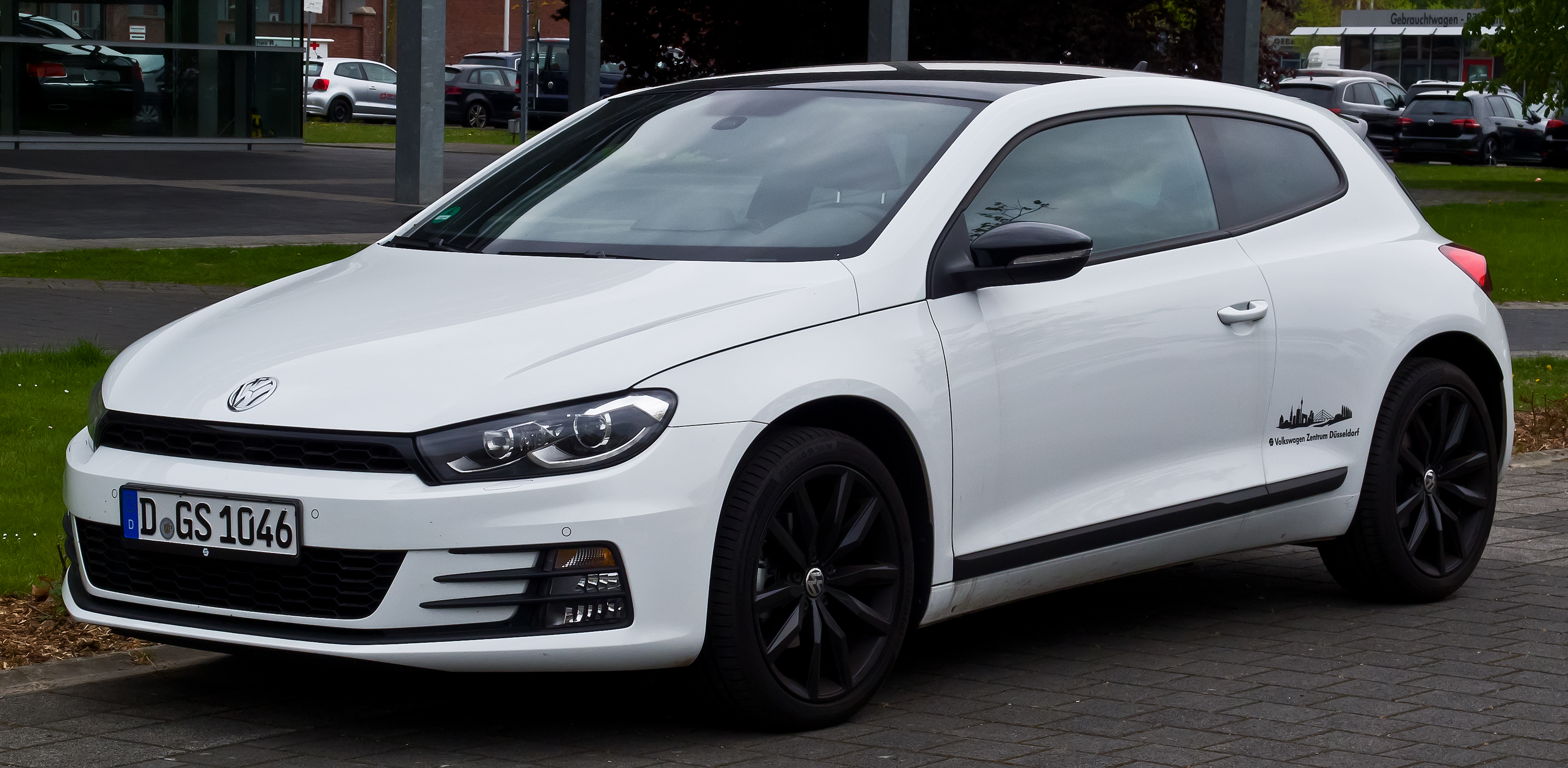
尚酷（3代）
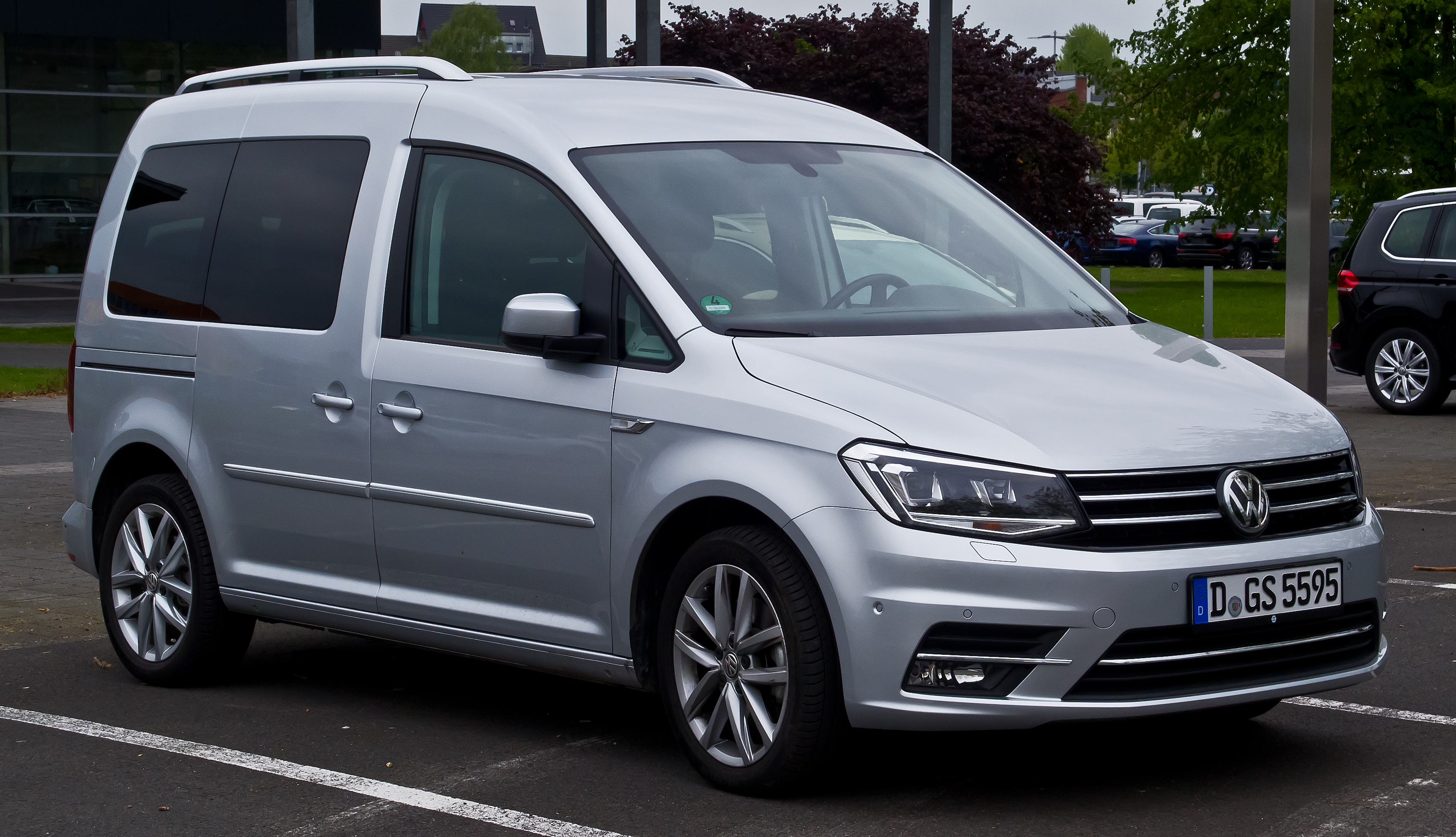
开迪（3代，2015）
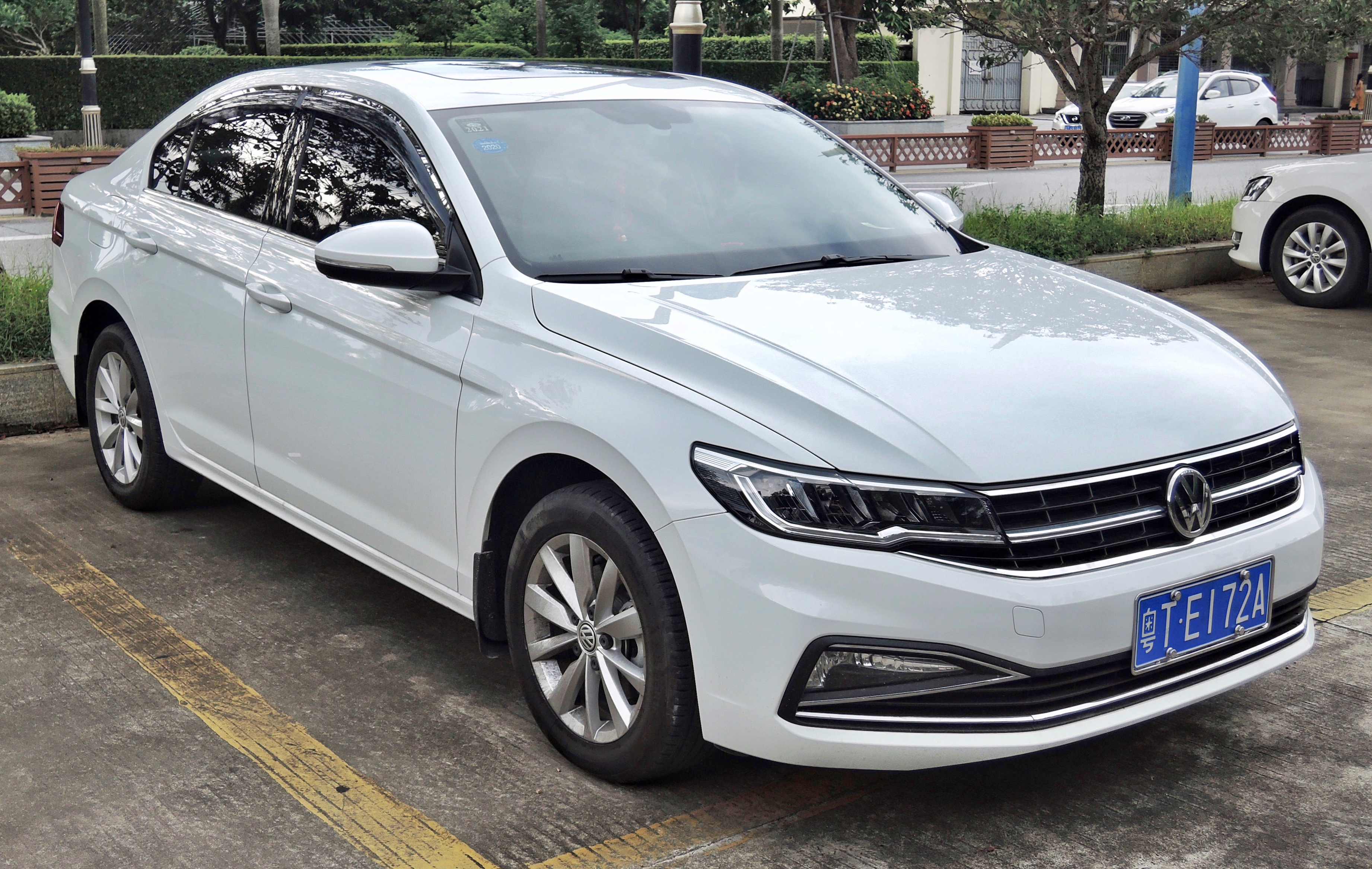
宝来（4代）
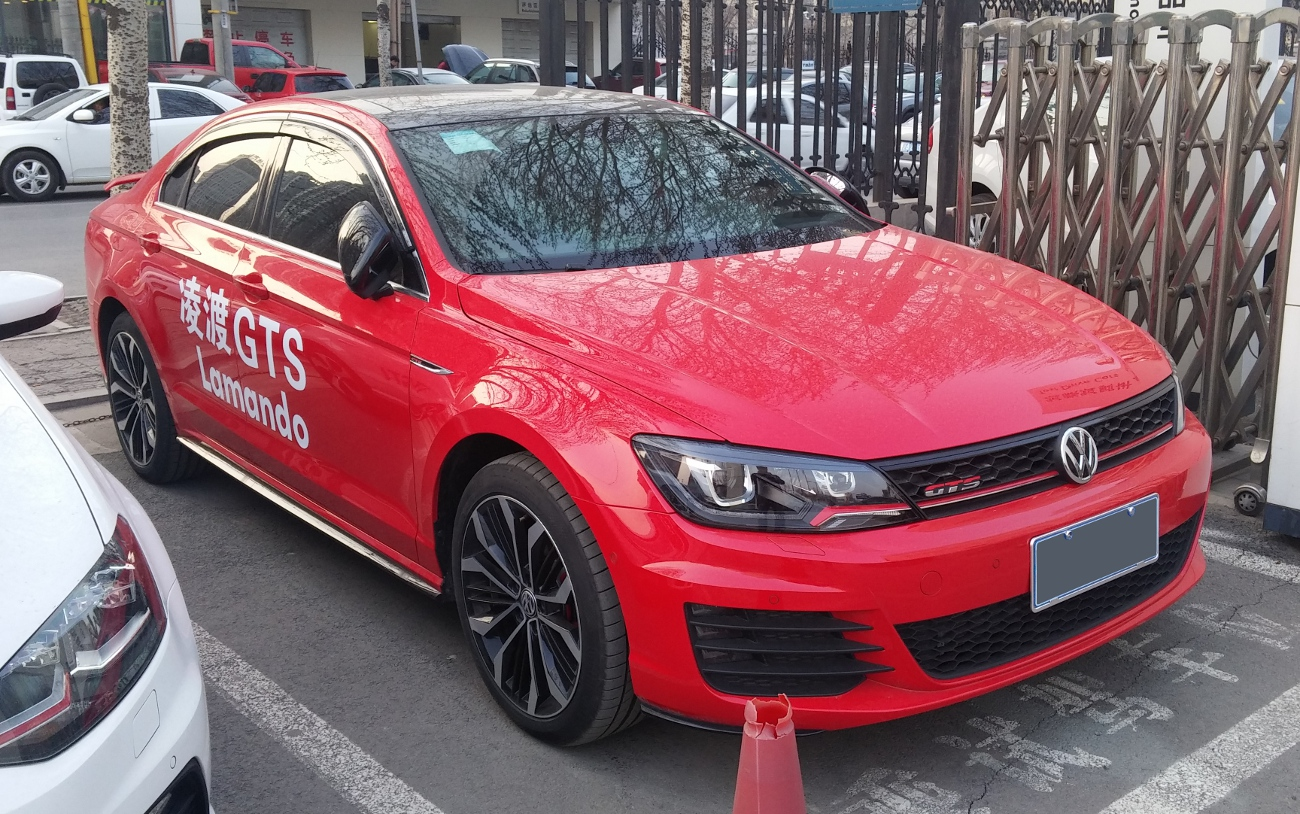
凌渡 GTS

## 與保時捷的關係
福斯公司與保時捷汽車的關係非常不錯，1931年以斯图加特為基地成立的跑車製造廠，創辦人斐迪南·保時捷就是福斯原始的設計師。第一台保時捷跑車為1948年的「Porsche 356」，這輛車使用了許多福斯公司的技術，包含渦輪引擎、工具箱，以及懸吊系統。之後也合作推出包含1969年/1970年的「VW-Porsche 914」（福斯保時捷914）、1976年的「Porsche 924」（這款車型使用的許多奧迪的技術，並且也是在奧迪的工廠製造生產），在2002年推出的「Porsche Cayenne」與福斯的「福斯Touareg」（途锐）共享了引擎技術。
在2005年9月保時捷宣佈耗資30億歐元買下大眾20%的股份，期望與保時捷的股份整合，大眾和下薩克森政府保證，任何國外投資者都無法進行惡意併購（页面存档备份，存于）。2007年3月保時捷增持福斯股權提高3.7%，至31%，這也暗示保時捷即將入主大眾，將企圖成為歐洲最大的汽車及卡車制造商。
福士汽車公司2009年12月7日發表聲明說，該公司已支付39億歐元（約59億美元）完成對保時捷汽車業務49.9％股份的收購。

## 公司架構
福斯汽車是福斯集團（Volkswagen Group）的成員之一，其他集團公司包括：
- Audi（奧迪）- 在1964年從梅賽德斯-賓士集團買下。
- NSU - 由福斯的奧迪分部在1969年買下，自1977年開始就未再使用該品牌。
- SEAT（西亚特） - 1987年開始成為主要持有者。
- Škoda - 1991年買下。
- Bentley（宾利） - 於1998年從Vickers公司與勞斯萊斯品牌同時買下，但之後由於註冊商標權轉移至BMW公司，因此無法再使用勞斯萊斯品牌製造車輛。
- Bugatti - 在1998年時買下這個名字
- Lamborghini（藍寶堅尼） - 奧迪（Audi AG）於1998年6月12日買下，成為奧迪子公司，福斯集團間接持有。
- Porsche （保時捷）- 在2009年12月7日發表聲明說，福斯汽車公司已支付39億歐元（121053621000新臺幣）完成對保時捷汽車業務約50％股份的收購。

從1998年7月至2002年12月之間，福斯的宾利分部在BMW的授權下，也有出售以勞斯萊斯為品牌的車輛，BMW當時已買下該品牌的所有權。從2003年開始，僅有BMW製造的車輛能使用勞斯萊斯品牌。